# Politique d'intégration des arts à l'architecture
La Politique d'intégration des arts à l'architecture, de son nom officiel Politique d'intégration des arts à l'architecture et à l'environnement des bâtiments et des sites gouvernementaux et publics est une mesure du gouvernement du Québec qui consiste à réserver une partie du budget de construction ou d'agrandissement d'un bâtiment ou d'un site public à la réalisation d’une ou de plusieurs œuvres d’art conçue spécifiquement pour ces lieux, ou dans certains cas, à l'achat d'une œuvre déjà réalisée. 
Le ministère de la Culture et des Communications est responsable de son application et en assure la coordination. Elle est parfois appelée Intégration des arts ou Programme du 1 %.

## Description
La Politique vise trois objectifs :
- Créer ou acheter des œuvres d'art en vue de leur intégration permanente à l'architecture ou à l'environnement des lieux publics, en tenant compte de la vocation de ces lieux.
- Augmenter la diffusion des œuvres des artistes du Québec et permettre à ceux-ci de collaborer, avec des architectes et des personnes représentant les usagers, à l'enrichissement du cadre de vie par la présence de l'art.
- Faire mieux connaître l'art actuel et ses diverses tendances et formes d'expression dans les domaines des arts visuels et des métiers d'art.

Le budget alloué à la réalisation des œuvres d'art est calculé, pour chaque projet de construction, en fonction du coût. Il équivaut généralement un pourcentage approximatif de 1 % du coût de construction, raison pour laquelle certains surnomment cette politique le programme du 1 % .

## Historique
La mesure gouvernementale consistant à allouer environ 1% du budget de construction d'un bâtiment a été adoptée en 1961. Elle a été révisée en 1996.